# Мемели, Миген
Миген Мемели (алб. Migen Memelli; род. 25 апреля 1980, Корча) — албанский футболист, игравший на позиции нападающего; тренер.

## Карьера в сборной
1 апреля 2009 года Миген Мемели дебютировал за сборную Албания в гостевом матче против сборной Дании, проходившей в рамках отборочного турнира чемпионата мира 2010 года. Он на 85-й минуте заменил Бесарта Беришу. Этот матч так и остался единственным за национальную сборную в карьере Мемели.

## Статистика выступлений

### В сборной
| Матчи и голы Мигена Мемели за сборную Албании | Матчи и голы Мигена Мемели за сборную Албании | Матчи и голы Мигена Мемели за сборную Албании | Матчи и голы Мигена Мемели за сборную Албании | Матчи и голы Мигена Мемели за сборную Албании | Матчи и голы Мигена Мемели за сборную Албании | Матчи и голы Мигена Мемели за сборную Албании |
| №                                             | Дата                                          | Место проведения                              | Соперник                                      | Счёт                                          | Голы                                          | Соревнование                                  |
| --------------------------------------------- | --------------------------------------------- | --------------------------------------------- | --------------------------------------------- | --------------------------------------------- | --------------------------------------------- | --------------------------------------------- |
| 1                                             | 1 апреля 2009                                 | Паркен, Копенгаген                            | Дания                                         | 0:3                                           | —                                             | Квалификация ЧМ 2010                          |

Итого: 1 матч / 0 голов; eu-football.info.

## Достижения

### Клубные
«Тирана»
- Чемпион Албании (1): 2008/09
- Обладатель Суперкубка Албании (1): 2009

### Личные
- Лучший бомбардир чемпионата Албании (2): 2008/09, 2012/13
- Лучший бомбардир Кубка Албании (1): 2008/09